# Carlo Alidosi
Carlo Alidosi fou fill de Litto II Alidosi. Fou canonge de la catedral d'Imola el 1334, arxipreste de la col·legiata de Santa Maria di Sellustra, i bisbe d'Imola des del 18 de juliol de 1342 fins a la seva mort a la ciutat el 1354.